# Jan Kohout
Jan Kohout (ur. 29 marca 1961 w Pilźnie) – czeski polityk, urzędnik państwowy i dyplomata. W latach 2009–2010 wicepremier i minister spraw zagranicznych, od 2013 do 2014 ponownie minister spraw zagranicznych.

## Życiorys
Jan Kohout w 1984 ukończył filozofię na Uniwersytecie Karola w Pradze, po czym przez rok odbywał służbę wojskową. Od 1985 do 1990 pracował jako badacz naukowy w Instytucie Stosunków Międzynarodowych w Pradze. W latach 1986–1989 należał do Komunistycznej Partii Czechosłowacji.
Po aksamitnej rewolucji w Czechach wstąpił do służb dyplomatycznych i rozpoczął pracę w Ministerstwie Spraw Zagranicznych. W latach 1990–1992 był urzędnikiem w Departamencie Organizacji Międzynarodowych MSZ. Od 1993 do 1995 zajmował stanowisko dyrektora Departamentu ds. ONZ w tym resorcie. W 1995 wstąpił do Czeskiej Partii Socjaldemokratycznej. Od tegoż roku do 2000 był wiceszefem Stałem Misji Republiki Czeskiej przy ONZ i OBWE w Wiedniu. Od 2000 do 2001 pełnił funkcję wicedyrektora Departamentu ds. Unii Europejskiej i Europy Zachodniej w MSZ. Od 19 maja 2004 do 2 stycznia 2008 zajmował stanowisko stałego przedstawiciela Republiki Czeskiej przy UE. W 2005 po upadku rządu Stanislava Grossa był wymieniany jako kandydat socjaldemokratów na urząd premiera, ostatecznie jednak nominację na tę funkcję uzyskał Jiří Paroubek.
8 maja 2009 Jan Kohout objął funkcję wicepremiera i ministra spraw zagranicznych w gabinecie premiera Jana Fischera i pełnił ją do zaprzysiężenia kolejnego rządu, tj. do 13 lipca 2010. Zajął się następnie prowadzeniem własnej działalności gospodarczej, a także działalnością doradczą. Był prezesem czesko-chińskiej izby gospodarczej. 10 lipca 2013 po raz drugi stanął na czele MSZ, obejmując kierownictwo resortu w technicznym rządzie, na czele którego stanął Jiří Rusnok. Zakończył urzędowanie 29 stycznia 2014.
W 2019 związał się z ugrupowaniem Trikolóra.

## Życie prywatne
Jan Kohout jest rozwiedziony, ma syna i córkę.